# Черен пазар
Черен пазар е таен пазар, който в определено отношение е незаконен или се характеризира с форма на несъответстващо поведение спрямо институционален набор от правила. Ако правилата определят набор от стоки или услуги, чието производство или предоставяне е забранено от закона, несъобразяване с правилото представлява търговия на черен пазар, тъй като трансакцията е незаконна. Страните, замесени в производството и разпространението на забранените стоки или услуги, са членове на незаконна икономика. Сред примерите са търговия с наркотици, проституция (където е забранена), нелегален валутен обмен и трафик на хора. Нарушенията на данъчния код, включващи укриване на данъци върху доходи, представляват съпричастност към недекларираната икономика.
Тъй като укриването на данъци или участието в дейности на черния пазар са нелегални, участниците обикновено се опитват да прикрият действията си от правителството или от регулаторните органи. Предпочитаното средство за обмен при незаконните трансакции са парите в брой, тъй като те не оставят следа. Хората, замесени в черния пазар, обикновено управляват бизнеса си под прикритието на друг законен бизнес. Най-честите мотиви за участието в черен пазар са търговията с контрабандни стоки, укриването на данъци и избягването на регулации или контрол на цените. Обикновено целостта на тази дейност се споменава с определителен член като допълнение към официалните икономики – „черният пазар“.

## Причини за появата на черен пазар
Черен пазар съществува практически навсякъде, където има забрана на търговията с някаква стока или тя е ограничена по някакъв начин. Винаги има известен брой хора, опитващи се да получат дадена стока, въпреки забраните. Съответно се появяват и хора, които предлагат търсените стоки или услуги с цел да заработят пари. Търговията на черния пазар често носи по-голяма печалба, отколкото легалната търговия, но тя често е и по-рискова.

### Война
Черните пазари процъфтяват в повечето държави по време на война. Воюващите страни често налагат ограничения върху критични ресурси, които са нужни за воденето на война, като например храна, бензин, метали и т.н., обикновено чрез въвеждане на система за дажби. В повечето случаи черният пазар се развива, за да предоставя дефицитните стоки на много високи цени. Контролът на цените и системите за дажби поощряват дейността на черния пазар в много държави през Втората световна война. Един от източниците на месо на черния пазар по време на война са фермерите, обявяващи по-малко раждания на домашни животни, отколкото са в действителност.

## Цени
Стоките и услугите, придобити или продадени по незаконен начин могат да имат цена, която е по-ниска или по-висока от цената на законния пазар:
- Могат да са по-евтини, защото доставчикът не трябва да плаща за производство и/или данъци. Това обикновено е случаят с подземната икономика. Престъпниците крадат стоки и ги продават на цена по-ниска от тази на легалния пазар, но не предоставят касова бележка или гаранция.
- Могат да са по-скъпи, защото стоката е трудна за набавяне или произвеждане, опасна за боравене или строго регулирана. Ако обменът на дадена стока стане нелегален чрез държавна санкция, цената на стоката обикновено се покачва в резултат от санкцията.

## Примери за черен пазар
- Търговия с наркотици.
- Контрабанда на алкохол по време на Сух режим.
- Търговия с крадени произведения на изкуството.
- Търговия с оръжия.
- Търговия с пиратски стоки или хакерски програми.
- Търговия с фалшиви документи.
- Търговия с редки животински видове.
- Сутеньорство.
- Търговия с човешки органи.
- Търговия с порнографски материали там, където те са забранени.